# Mongrando
Mongrando – miejscowość i gmina we Włoszech, w regionie Piemont, w prowincji Biella.
Według danych na styczeń 2009 gminę zamieszkiwało 3995 osób przy gęstości zaludnienia 239,2 os./1 km².